# IC 1312
IC 1312 bezeichnet im Index-Katalog 12 bis 15 scheinbar dicht beieinander liegende Sterne im Sternbild Sagitta. Der Katalogeintrag geht auf eine Beobachtung des Astronomen Guillaume Bigourdan am 20. September 1884 zurück.